# SynergySP
SynergySP (シナジーエスピー 有限会社SynergySP?) es un estudio de animación japonés, fundado el 24 de septiembre de 1998 como Synergy Japan que originalmente se separó de Studio Junio (que a su vez fue fundada por personal de Toei Animation).

## Historia
En mayo de 1998, un grupo conformado por Minoru Okazaki, Minoru Maeda y Hiroshi Washimoto, quienes trabajaron en Studio Junio, principalmente subcontratando y fundado por personal de Toei Animation, se independizaron de la compañía, y establecieron "Synergy Japan Limited".
Originalmente era principalmente subcontratado de otras empresas, pero comenzaron con la producción de trabajo de contrato original de "Cosmic Baton Girl Kometto-san☆", coproducido con Nippon Animation en 2001. Al año siguiente, participó como productor de animación de "Bakuten Shoot Beyblade 2002", coproducido con Japanese Animedia, desde entonces se centró en la producción real del trabajo de producción de medios de comunicación animados japoneses.
En 2005, se convirtió en un sistema de gestión conjunta con Shogakukan-Shūeisha Productions. También se traslada la sede central después de la ampliación de capital y se cambia el nombre de la empresa a "SynergySP Limited Company". En 2009, la sede central se trasladó de Ogikubo a la ubicación actual en Koganei.
En abril de 2017, Masujiro Masuko, que era productor jefe de "Doraemon" fue nombrado presidente de la compañía, al ser una subsidiaria de Shin-Ei Animation desde ese año. A partir de 2018 como contratista de abarrotes también se centra en la animación para niños y creador de animación nocturna.

## Filmografía

### Series de televisión
| Año  | Título                                          | Director(es)                        | Fecha de primera transmisión | Fecha de última transmisión | Eps. | Notas | Refs.                       |
| ---- | ----------------------------------------------- | ----------------------------------- | ---------------------------- | --------------------------- | ---- | --- | --------------------------- |
| 2003 | Mermaid Melody Pichi Pichi Pitch                | Yoshitaka Fujimoto                  | 5 de abril de 2003           | 27 de marzo de 2004         | 52   | Adaptación del manga escrito por Michiko Yokote e ilustrado por Pink Hanamori. Coproducción junto a Actas.                                                            |                             |
| 2004 | Mermaid Melody Pichi Pichi Pitch Pure           | Yoshitaka Fujimoto                  | 3 de abril de 2004           | 25 de diciembre de 2004     | 39   | Secuela de Mermaid Melody Pichi Pichi Pitch. Coproducción junto a Actas.                                                                                              |                             |
| 2005 | MÄR                                             | Masaharu Okuwaki                    | 3 de abril de 2005           | 25 de marzo de 2007         | 102  | Adaptación del manga escrito e ilustrado por Nobuyuki Anzai. |                             |
| 2006 | Kirarin Revolution                              | Masaharu Okuwaki Yoshitaka Fujimoto | 7 de abril de 2006           | 27 de marzo de 2009         | 153  | Adaptación del manga escrito e ilustrado por An Nakahara. Coproducción junto a G&G Entertainment.                                                                     |                             |
| 2006 | Shinseiki Duel Masters Flash                    | Kōji Ueda Shinzō Fujita             | 10 de abril de 2006          | 23 de marzo de 2007         | 24   | Spinoff de la serie Duel Masters. |                             |
| 2007 | Hayate no Gotoku!                               | Keiichiro Kawaguchi                 | 1 de abril de 2007           | 30 de marzo de 2008         | 52   | Adaptación del manga escrito e ilustrado por Kenjiro Hata. | [ 3 ]                       |
| 2007 | Treasure Gaust                                  | Yoshitaka Fujimoto                  | 11 de junio de 2007          | 15 de junio de 2007         | 5    | Basado en un conjunto de juguetes llamado Treasure Gaust. | [ 4 ]                       |
| 2008 | Major S4                                        | Toshinori Fukushima                 | 5 de enero de 2008           | 28 de junio de 2008         | 26   | Secuela de Mermaid Major S3. |                             |
| 2008 | Zettai Karen Children                           | Keiichiro Kawaguchi                 | 6 de abril de 2008           | 29 de marzo de 2009         | 51   | Adaptación del manga escrito e ilustrado por Takashi Shiina. |                             |
| 2009 | Major S5                                        | Toshinori Fukushima                 | 10 de enero de 2009          | 27 de junio de 2009         | 25   | Secuela de Mermaid Major S4. |                             |
| 2009 | Cross Game                                      | Osamu Sekita                        | 5 de abril de 2009           | 28 de marzo de 2010         | 50   | Adaptación del manga escrito e ilustrado por Mitsuru Adachi. |                             |
| 2010 | Major S6                                        | Toshinori Fukushima                 | 3 de abril de 2010           | 25 de septiembre de 2010    | 25   | Secuela de Mermaid Major S5. |                             |
| 2010 | Metal Fight Beyblade: Baku                      | Kunihisa Sugishima                  | 4 de abril de 2010           | 27 de marzo de 2011         | 51   | Secuela de Metal Fight Beyblade. |                             |
| 2010 | Scan2go                                         | Mitsuo Hashimoto                    | 9 de agosto de 2010          | 29 de marzo de 2011         | 52   | Historia original. |                             |
| 2011 | Metal Fight Beyblade 4D                         | Kunihisa Sugishima                  | 3 de abril de 2011           | 1 de abril de 2012          | 52   | Secuela de Metal Fight Beyblade: Baku. |                             |
| 2011 | Cross Fight B-Daman                             | Yoshinori Odaka                     | 2 de octubre de 2011         | 30 de septiembre de 2012    | 52   | Historia original. |                             |
| 2011 | Chibi Devi!                                     | Maki Kamitani                       | 10 de octubre de 2011        | 17 de febrero de 2014       | 75   | Adaptación del manga escrito e ilustrado por Hiromu Shinozuka. |                             |
| 2012 | Metal Fight Beyblade Zero G                     | Kunihisa Sugishima                  | 8 de abril de 2012           | 23 de diciembre de 2012     | 38   | Secuela de Metal Fight Beyblade 4D. |                             |
| 2012 | Cross Fight B-Daman eS                          | Yoshinori Odaka                     | 7 de octubre de 2012         | 29 de septiembre de 2013    | 52   | Secuela de Cross Fight B-Daman. |                             |
| 2012 | Initial D Fifth Stage                           | Mitsuo Hashimoto                    | 9 de noviembre de 2012       | 10 de mayo de 2013          | 14   | Secuela de Initial D Fourth Stage. |                             |
| 2013 | Beast Saga                                      | Katsumi Ono                         | 13 de enero de 2013          | 22 de septiembre de 2013    | 38   | Adaptación de la franquicia multimedia japonesa de Takara Tomy. |                             |
| 2014 | Initial D Final Stage                           | Mitsuo Hashimoto                    | 16 de mayo de 2014           | 22 de junio de 2014         | 4    | Secuela de Initial D Fifth Stage. |                             |
| 2020 | Hachinan tte, Sore wa Nai Deshō!                | Tatsuo Miura                        | 2 de abril de 2020           | 18 de junio de 2020         | 12   | Adaptación de las novelas ligeras escritas por Y.A e ilustradas por Fuzichoco. Coproducción junto a Shin-Ei Animation.                                                | [ 5 ] [ 6 ] [ 7 ]           |
| 2021 | Deatte 5-byou de Battle                         | Meigo Naitō Nobuyoshi Arai          | 12 de julio de 2021          | 27 de septiembre de 2021    | 12   | Adaptación del manga escrito por Saizō Harawata e ilustrado por Kashiwa Miyako. Coproducción junto a Vega Entertainment.                                              | [ 8 ] [ 9 ] [ 10 ]          |
| 2021 | Taishou Otome Otogibanashi                      | Jun Hatori                          | 9 de octubre de 2021         | 25 de diciembre de 2021     | 12   | Adaptación del manga escrito e ilustrado por Sana Kirioka. | [ 11 ]                      |
| 2022 | Kakkō no Iinazuke                               | Hiroaki Akagi Yoshiyuki Shirahata   | 23 de abril de 2022          | 1 de octubre de 2022        | 24   | Adaptación del manga escrito e ilustrado por Miki Yoshikawa. Coproducción junto a Shin-Ei Animation.                                                                  | [ 12 ] [ 13 ] [ 14 ]        |
| 2023 | Kawaisugi Crisis                                | Jun Hatori                          | 7 de abril de 2023           | 23 de junio de 2023         | 12   | Adaptación del manga escrito e ilustrado por Mitsuru Kido. | [ 15 ] [ 16 ]               |
| 2023 | Okashi na Tensei                                | Naoyuki Kuzuya                      | 4 de julio de 2023           | 11 de septiembre de 2023    | 12   | Adaptación de las novelas ligeras escritas por Nozomu Koryu e ilustradas por Yasuyuki Shuri.                                                                          | [ 17 ] [ 18 ]               |
| 2023 | Kanojo mo Kanojo 2nd Season                     | Takatoshi Suzuki                    | 7 de octubre de 2023         | 23 de diciembre de 2023     | 12   | Secuela de Kanojo mo Kanojo. | [ 19 ] [ 20 ]               |
| 2024 | Kyūjitsu no Warumono-san                        | Yoshinori Odaka                     | 8 de enero de 2024           | 25 de marzo de 2024         | 12   | Adaptación del manga escrito e ilustrado por Yuu Morikawa. Coproducción junto a Shin-Ei Animation.                                                                    | [ 21 ]                      |
| 2024 | Henjin no Salad Bowl                            | Masafumi Satō                       | 5 de abril de 2024           | 21 de junio de 2024         | 12   | Adaptación de las novelas ligeras escritas por Yomi Hirasaka e ilustradas por Kantoku. Coproducción junto a Studio Comet.                                             | [ 22 ] [ 23 ]               |
| 2024 | Sayonara Ryūsei, Konnichiwa Jinsei              | Ken'ichi Nishida                    | 11 de octubre de 2024        | 20 de diciembre de 2024     | 12   | Adaptación de las novelas ligeras escritas por Hiroaki Nagashima e ilustradas por Kisuke Ichimaru. Coproducción junto a Vega Entertainment.                           | [ 24 ] [ 25 ] [ 26 ]        |
| 2025 | Kuroiwa Medaka ni Watashi no Kawaii ga Tsūjinai | Yoshiaki Okumura                    | 7 de enero de 2025           | 25 de marzo de 2025         | 12   | Adaptación del manga escrito e ilustrado por Ran Kuze. | [ 27 ] [ 28 ] [ 29 ] [ 30 ] |
| 2025 | Futari Solo Camp                                | Jun Hatori                          | 11 de julio de 2025          | —                           | —    | Adaptación del manga escrito e ilustrado por Yudai Debata. | [ 31 ] [ 32 ]               |
| 2025 | Sozai Saishuka no Isekai Ryokōki                | Yoshinori Odaka                     | Octubre de 2025              | —                           | —    | Adaptación de las novelas ligeras escritas por Masuo Kinoko e ilustradas por Senbon Umishima, Katsuki Onda y Susumu Kuroi. Coproducción junto a Tatsunoko Production. | [ 33 ] [ 34 ]               |
| 2026 | Odayaka Kizoku no Kyūka no Susume               | Kenta Noda                          | Enero de 2026                | —                           | —    | Adaptación de las novelas ligeras escritas por Misaki e ilustradas por Sando.                                                                                         | [ 35 ]                      |
| 2026 | Dead Account                                    | Keiya Saitō                         | Enero de 2026                | —                           | —    | Adaptación del manga escrito e ilustrado por Shizumu Watanabe. | [ 36 ] [ 37 ]               |
| 2026 | Hikuidori: Ushūboro Tobigumi                    | —                                   | Enero de 2026                | —                           | —    | Adaptación de la novela escrita por Shōgo Imamura. | [ 38 ] [ 39 ]               |

### OVAs
| Año  | Título                                                             | Director(es)           | Fecha de primera transmisión | Fecha de última transmisión | Eps. | Notas | Refs.  |
| ---- | ------------------------------------------------------------------ | ---------------------- | ---------------------------- | --------------------------- | ---- | --- | ------ |
| 2010 | Zettai Karen Children: Gentei Kaikin!! OVA Chou Sakidori Special!! | Keiichiro Kawaguchi    | 16 de abril de 2010          | 16 de abril de 2010         | 1    | Resumen de la serie de televisión Zettai Karen Children incluida con el volumen tankōbon 21 de edición limitada. |        |
| 2010 | Zettai Karen Children OVA: Aitazousei! Ubawareta Mirai?            | Keiichiro Kawaguchi    | 16 de julio de 2010          | 16 de julio de 2010         | 1    | Secuela de Zettai Karen Children.                                                                                |        |
| 2010 | Major: Message                                                     | Toshinori Fukushima    | 17 de diciembre de 2010      | 17 de diciembre de 2010     | 1    | Secuela de Major: World Series.                                                                                  |        |
| 2010 | Hime Gal♥Paradise                                                  | Desconocido            | 28 de diciembre de 2010      | 3 de abril de 2012          | 9    | Adaptación del manga escrito e ilustrado por Akira Wao.                                                          |        |
| 2011 | Ore-sama Kingdom                                                   | Miho Iraho Katsumi Ono | Febrero de 2011              | Mayo de 2013                | 14   | Adaptación del manga escrito e ilustrado por Chitose Yagami.                                                     |        |
| 2011 | Chocolat no Mahou                                                  | Shinichiro Kimura      | 3 de marzo de 2011           | 28 de diciembre de 2012     | 13   | Adaptación del manga escrito e ilustrado por Rino Mizuho.                                                        |        |
| 2011 | Major: World Series                                                | Toshinori Fukushima    | 16 de diciembre de 2011      | 8 de enero de 2012          | 2    | Secuela de Major 6.                                                                                              |        |
| 2012 | Ijime: Ikenie no Kyōshitsu                                         | Shinichiro Kimura      | 3 de febrero de 2012         | 3 de febrero de 2012        | 1    | Adaptación del manga escrito e ilustrado por Kaoru Igarashi.                                                     |        |
| 2012 | Nazotoki-hime wa Meitantei♥                                        | Eran Shingo Uchida     | 3 de agosto de 2012          | 27 de diciembre de 2013     | 6    | Adaptación del manga escrito e ilustrado por Mayuki Anan.                                                        |        |
| 2013 | Nijiiro☆Prism Girl                                                 | Desconocido            | 3 de agosto de 2013          | 30 de noviembre de 2013     | 4    | Adaptación del manga escrito e ilustrado por An Nakahara.                                                        |        |
| 2014 | 12-sai.                                                            | Masaharu Okuwaki       | 3 de abril de 2014           | 3 de enero de 2015          | 8    | Adaptación del manga escrito e ilustrado por Nao Maita.                                                          | [ 40 ] |
| 2015 | 12-sai. 2nd Season                                                 | Masaharu Okuwaki       | 3 de julio de 2015           | 1 de diciembre de 2015      | 4    | Secuela de 12-sai..                                                                                              |        |
| 2021 | Initial D Battle Stage 3                                           | Mitsuo Hashimoto       | 5 de marzo de 2021           | 5 de marzo de 2021          | 1    | Secuela de Initial D Battle Stage 2.                                                                             |        |

### Películas
| Año  | Título                                                                | Director(es)                 | Duración | Notas                                                      | Refs. |
| ---- | --------------------------------------------------------------------- | ---------------------------- | -------- | ---------------------------------------------------------- | ----- |
| 2010 | Metal Fight Beyblade vs. Taiyou: Shakunetsu no Shinryakusha Sol Blaze | Kunihisa Sugishima           | 76m      | Relacionado con Metal Fight Beyblade: Baku.                |       |
| 2015 | Happy ComeCome                                                        | Yumiko Suda                  | 25m      | Historia original.                                         |       |
| 2018 | Go-chan.: Moko to Koori no Ue no Yakusoku                             | Minetarō Hirai Tetsuo Yasumi | 51m      | Historia original. Coproducción junto a Shin-Ei Animation. |       |

### Trabajos cancelados
- Ten Count (2023, coproducción junto a East Fish Studio)[41]